# Calavanté
Calavanté ist eine französische Gemeinde mit 332 Einwohnern (Stand 1. Januar 2022) im Département Hautes-Pyrénées in der Region Okzitanien (vor 2016: Midi-Pyrénées). Sie gehört zum Arrondissement Tarbes und zum Kanton La Vallée de l’Arros et des Baïses.
Die Einwohner werden Calavantais und Calavantaises genannt.

## Geographie
Calavanté liegt circa acht Kilometer südöstlich von Tarbes in dessen Einzugsbereich (Aire urbaine) in der historischen Provinz Bigorre.
Umgeben wird Calavanté von den drei Nachbargemeinden:
|                | Lespouey                                    |       |
| Barbazan-Debat | Kompassrose, die auf Nachbargemeinden zeigt | Angos |
|                | Angos                                       |       |

## Einwohnerentwicklung
Nach Beginn der Aufzeichnungen stieg die Einwohnerzahl bis zu Beginn des 19. Jahrhunderts auf einen ersten Höchststand von rund 245. In der Folgezeit sank die Größe der Gemeinde bei kurzen Erholungsphasen bis zu den 1960er Jahren auf rund 85 Einwohner, bevor eine Phase mit zeitweise kräftigem Wachstum einsetzte, die bis heute anhält und dazu führt, dass der bisherige Höchststand der Einwohnerzahl bereits weit übertroffen wird.
| Jahr      | 1962 | 1968 | 1975 | 1982 | 1990 | 1999 | 2006 | 2011 | 2022 |
| --------- | ---- | ---- | ---- | ---- | ---- | ---- | ---- | ---- | ---- |
| Einwohner | 87   | 84   | 129  | 155  | 164  | 186  | 207  | 294  | 332  |

## Sehenswürdigkeiten

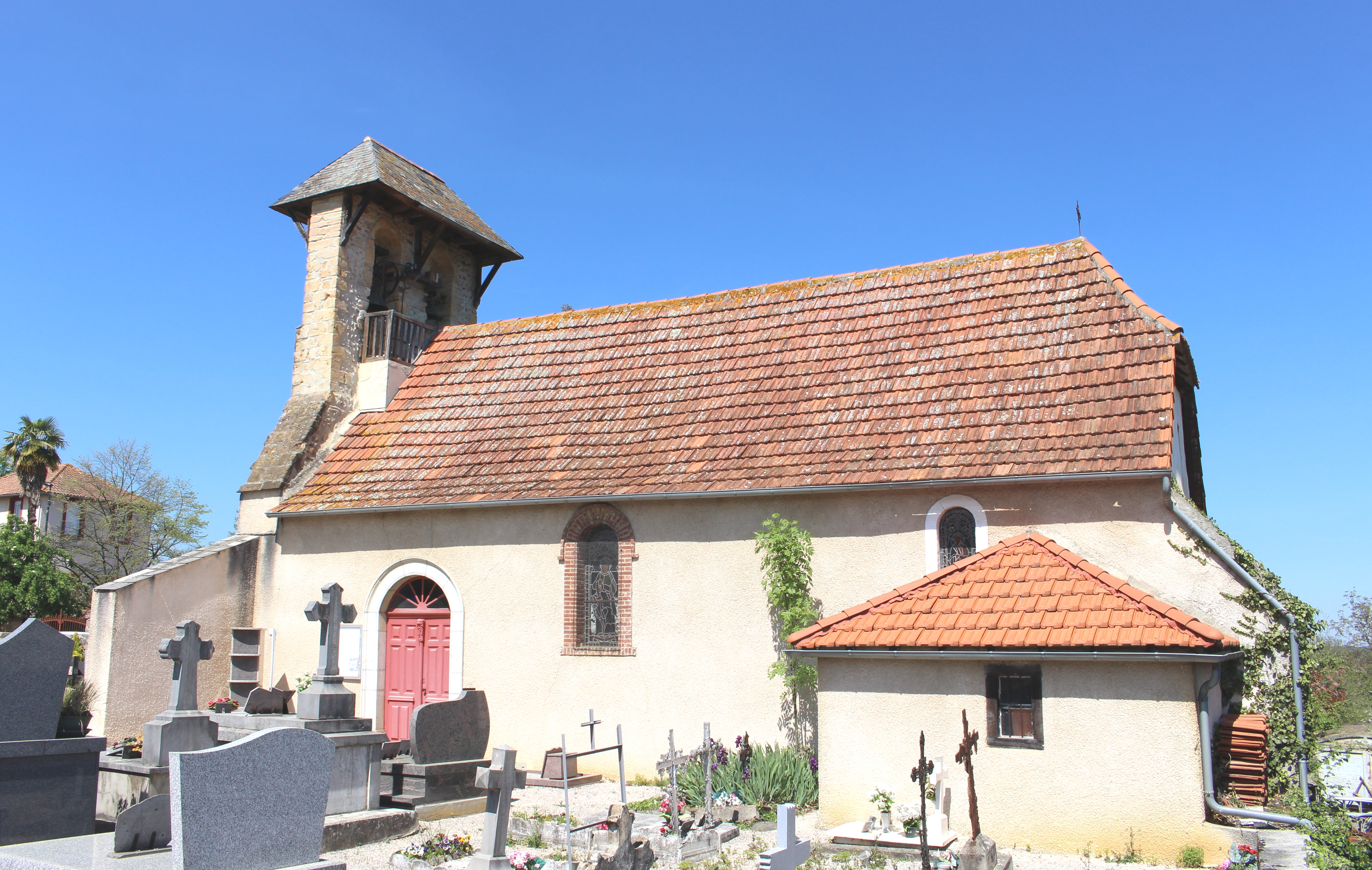
Pfarrkirche Saint-Martin
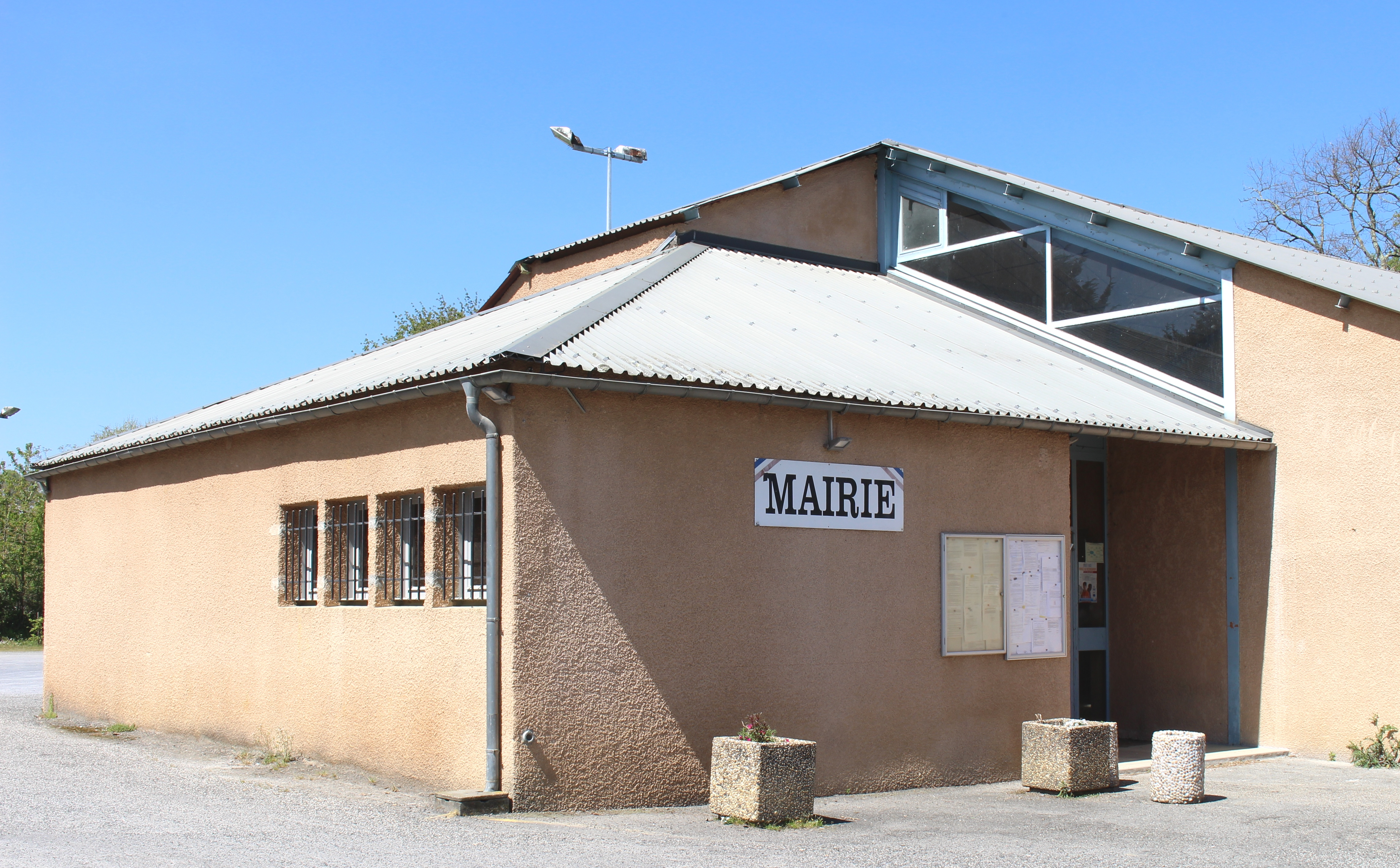
Mairie (Rathaus)
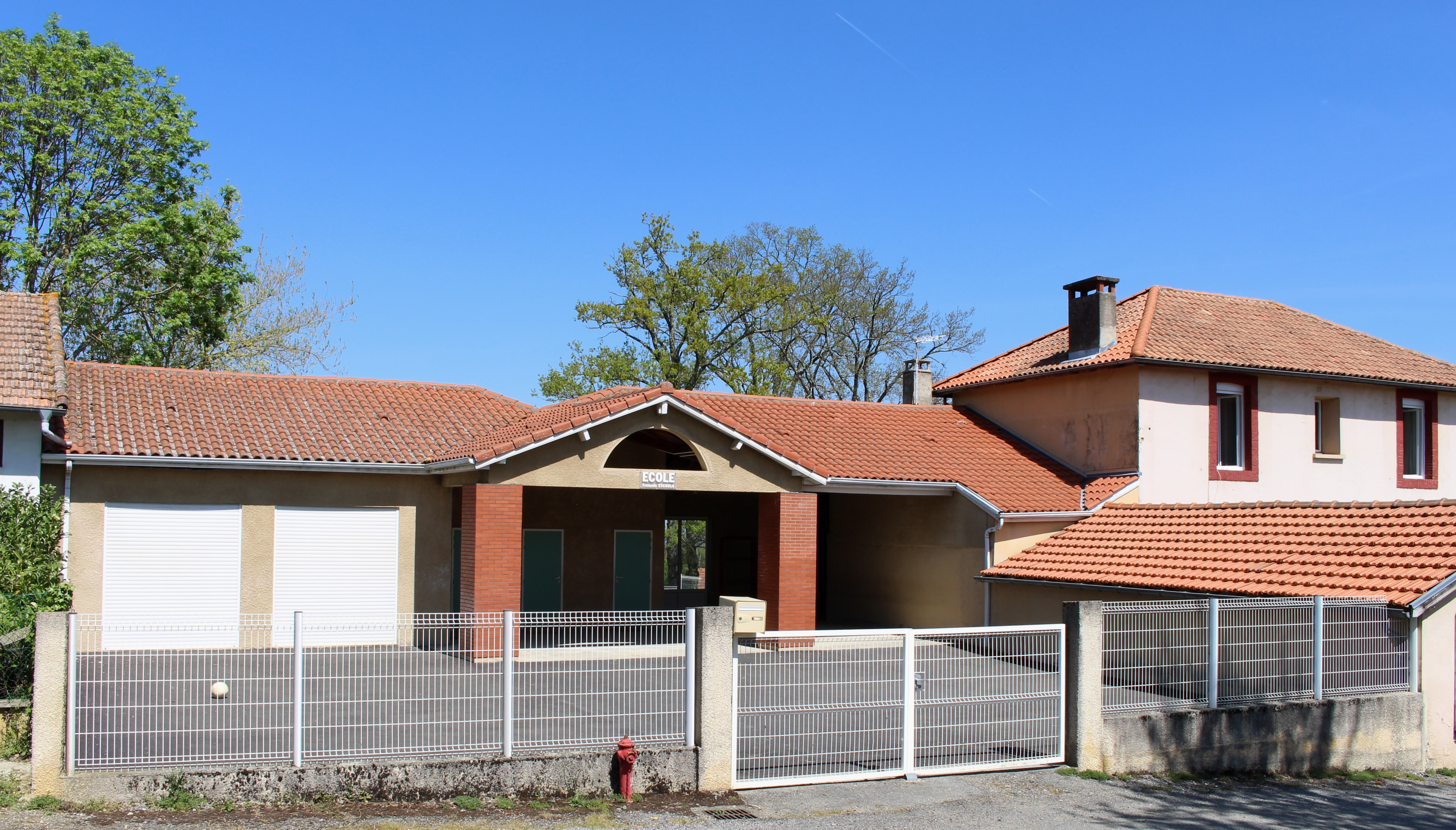
Schulgebäude
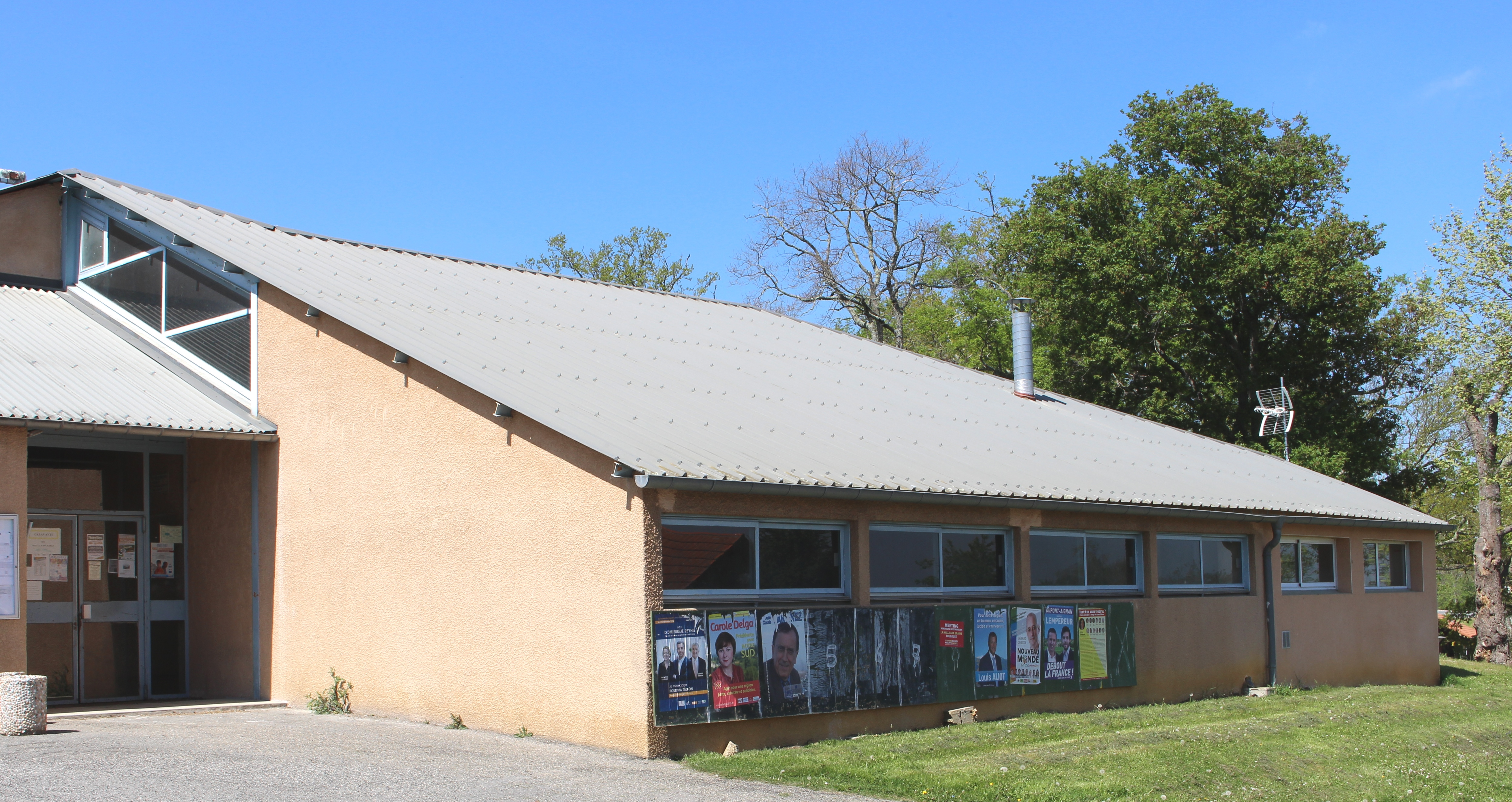
Gemeindefesthalle
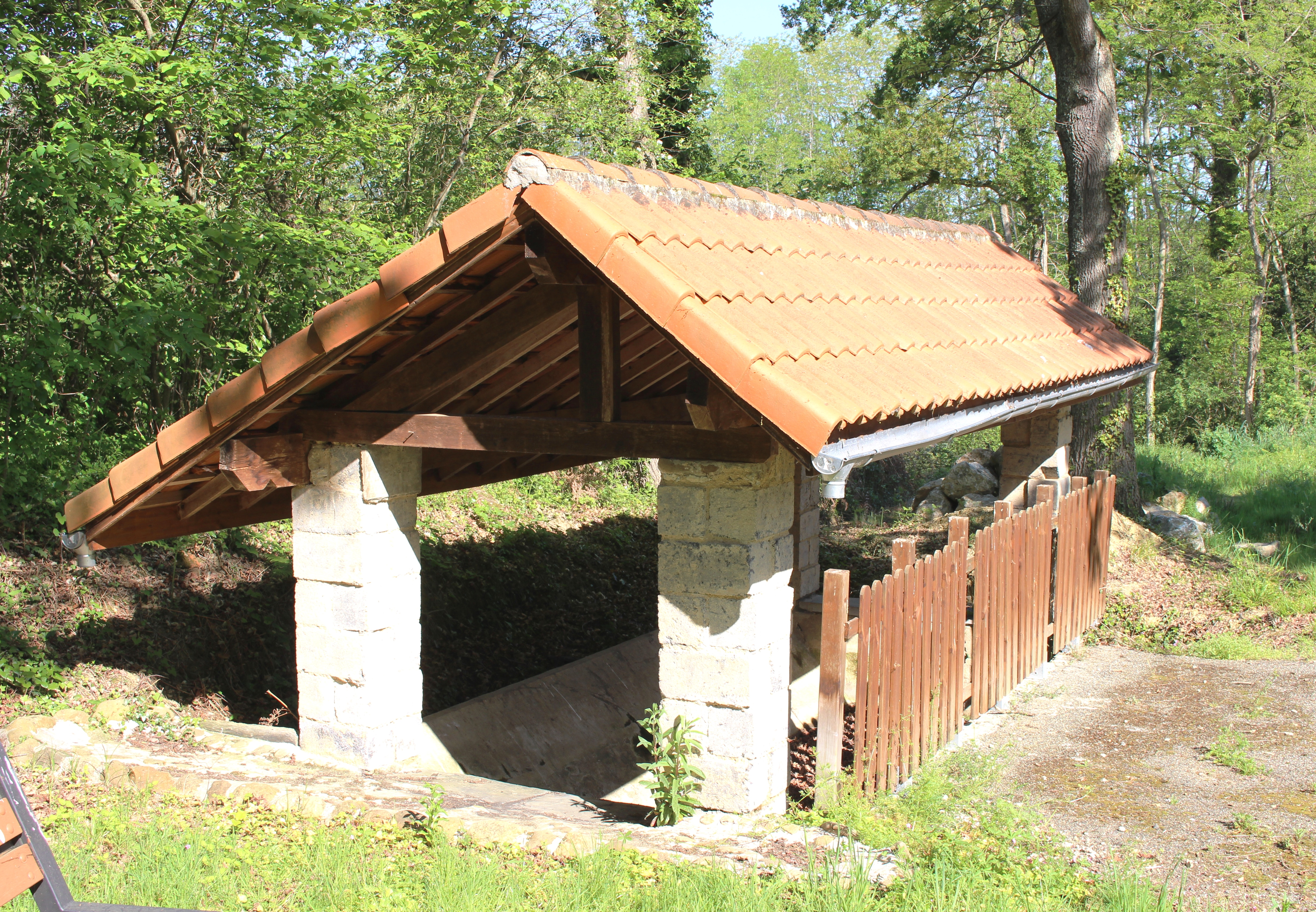
Ehemaliges öffentliches Waschhaus
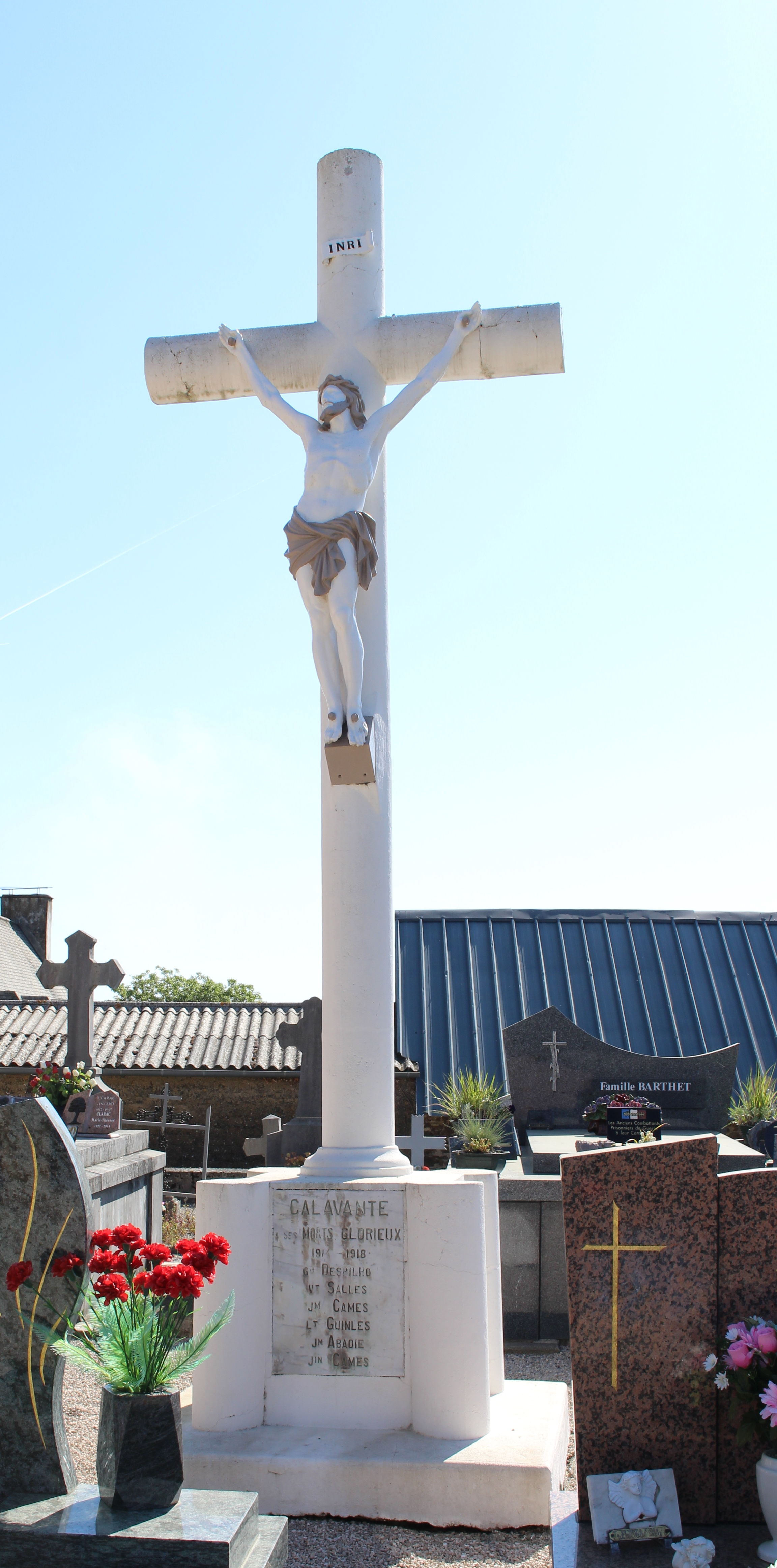
Gefallenendenkmal

- Pfarrkirche Saint-Martin
- Mairie (Rathaus)
- Schulgebäude
- Gemeindefesthalle
- Ehemaliges öffentliches Waschhaus
- Gefallenendenkmal

## Wirtschaft und Infrastruktur
Calavanté liegt in den Zonen AOC der Schweinerasse Porc noir de Bigorre und des Schinkens Jambon noir de Bigorre.

### Bildung
Die Gemeinde verfügt über eine öffentliche Grundschule mit 23 Schülerinnen und Schülern im Schuljahr 2019/2020.

### Verkehr
Calavanté ist über die Routes départementales 5 und 305 erreichbar.
Die Autoroute A64, genannt La Pyrénéenne, streift das Gebiet der Gemeinde am südlichen Rand ohne direkte Ausfahrt zum Ort. Die am nächsten gelegene Ausfahrt 13 ist circa. neun Kilometer entfernt und bedient die Stadt Tarbes.